# Deserto de Escalante
Deserto de Escalante é uma região árida localizada a noroeste de Cedar City (Utah), e estendendo até o Condado de Millard (Utah), EUA.

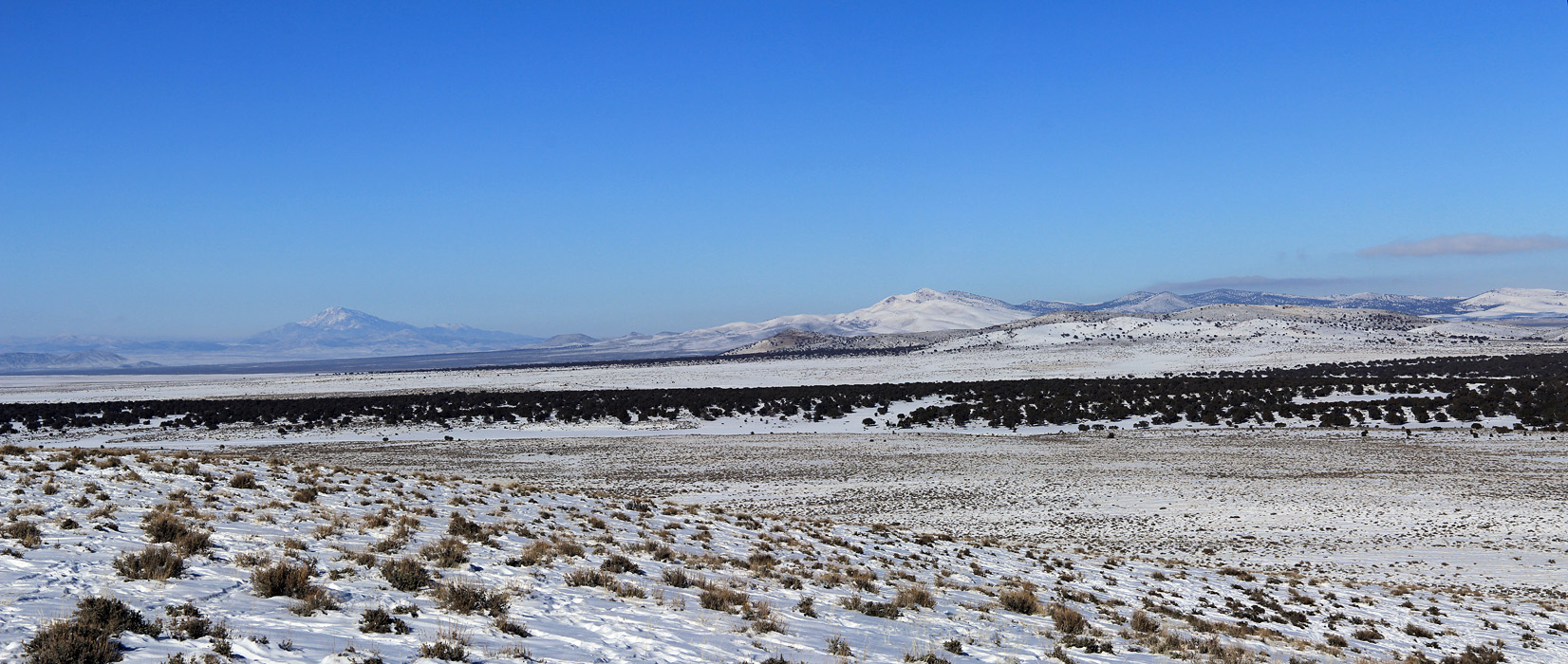
Deserto de Escalante